# Тюкалов Юрій Сергійович
Ю́рій Сергі́йович Тюка́лов (рос. Юрий Сергеевич Тюкалов; нар. 10 червня 1930, Ленінград, РРФСР, СРСР — 19 лютого 2018) — радянський академічний веслувальник. Дворазовий олімпійський чемпіон та срібний призер Олімпійських ігор. Шестиразовий чемпіон Європи. Тринадцятиразовий чемпіон СРСР.
Заслужений майстер спорту СРСР. Заслужений тренер СРСР.
Почесний громадянин міста Санкт-Петербурга (2002).

## Життєпис
Народився в родині військовика. Під час німецько-радянської війни пережив блокаду Ленінграда, нагороджений медаллю «За оборону Ленінграда».
Після війни розпочав активні заняття спортом: футболом, лижними перегонами, академічним веслуванням. У 1949—1951 роках здобував по дві перемоги на чемпіонатах СРСР у складі четвірки розпашної зі стерновим і вісімки. На чемпіонаті СРСР 1951 року він вперше виступив на одинці і став найсильнішим з перевагою в 9 секунд.
Тричі, у 1952, 1956 і 1960 роках брав участь в літніх Олімпійських іграх, виборов три олімпійські медалі.
Шестиразовий чемпіон Європи (1954 — на четвірці зі стерновим; 1956-59, 1961 — у парній двійці), Тринадцятиразовий чемпіон СРСР.
Після завершення виступів протягом кількох років перебував на тренерській роботі.
Паралельно зі спортом займався декоративно-ужитковим мистецтвом. З відзнакою захистив диплом у Ленінградському вищому художньо-промисловому училищі імені В. І. Мухіної. Брав участь у створенні меморіального комплексу, присвяченого захисникам Ленінграда, куди його залучив архітектор С. Б. Сперанський.

## На Олімпійських іграх
| Олімпіада      | Дисципліна                     | Місце |
| -------------- | ------------------------------ | ----- |
| Гельсінкі 1952 | одинарні                       | 1     |
| Мельбурн 1956  | двійки парні (з О. Беркутовим) | 1     |
| Рим 1960       | двійки парні (з О. Беркутовим) | 2     |